# مدينة الاحتيال
مدينة الاحتيال (بالإنجليزية: Scam City)‏ هو برنامج وثائقي يكشف الجانب السيء من السياحة في أشهر مدن العالم، وقد تمّ بثّه لأوّل مرّة في يونيو عام 2012م على قناة «ترافيل + سكايب» (بالإنجليزية: Travel + Escape)‏ باللغة الإنجليزيّة، وتمّ بثّه لاحقًا على قناة ناشيونال جيوغرافيك أبو ظبي مُدبلجًا إلى اللغة العربيّة، حيث تمّ تصويره بعشرة مدن حول العالم من تقديم الإيرلندي كونر ودمان (بالإنجليزية: Conor Woodman)‏، والذي يلتقي بالعديد من الأشخاص سواءً كانوا سائقين سيارات الأجرة أو المُحتالين المُحترفين أنفسهم ليقوم بالتجربة معهم وليتعرّف على طرقهم بالاحتيال على السُيَّاح، وقد صرّح العاملين على هذا البرنامج أنّ جميع المشاهد الموجودة فيه تمّ تمثيلها.

## الموسم الأول (2012)
مُتاح هذا الجُزء باللغتين العربيّة والإنجليزيّة:
|     | البلد            | المدينة       |
| --- | ---------------- | ------------- |
| 1.  | الأرجنتين        | بوينس آيرس    |
| 2.  | جمهورية التشيك   | براغ          |
| 3.  | البرازيل         | ريو دي جانيرو |
| 4.  | إسبانيا          | برشلونة       |
| 5.  | إيطاليا          | روما          |
| 6.  | الهند            | دلهي          |
| 7.  | تركيا            | إسطنبول       |
| 8.  | تايلاند          | بانكوك        |
| 9.  | الولايات المتحدة | لاس فيغاس     |
| 10. | المغرب           | مراكش         |

## الموسم الثاني (2013)
عُرض هذا الموسم على قناة: "Nat Geo People" فقط باللغة الإنجليزيّة:
|     | البلد            | المدينة      |
| --- | ---------------- | ------------ |
| 1.  | الولايات المتحدة | نيو أورلينز  |
| 2.  | المكسيك          | مدينة مكسيكو |
| 3.  | الولايات المتحدة | نيويورك      |
| 4.  | هولندا           | امستردام     |
| 5.  | فلسطين           | القدس        |
| 6.  | الهند            | مومباي       |
| 7.  | فرنسا            | باريس        |
| 8.  | المملكة المتحدة  | لندن         |
| 9.  | كولومبيا         | بوغوتا       |
| 10. | هونغ كونغ        | هونغ كونغ    |

## روابط خارجية
- مدينة الاحتيال على موقع IMDb (الإنجليزية)
- مدينة الاحتيال على موقع كينوبويسك (الروسية)
- مدينة الاحتيال على موقع قاعدة بيانات الفيلم (الإنجليزية)